# Youcef Zirem
 (juin 2008).
Œuvres principales
Histoire de Kabylie, 
 L'homme qui n'avait rien compris.
Youcef Zirem (en kabyle : Yusef Zirem) est un écrivain, poète, romancier, et journaliste algérien de langue française.

## Biographie
Ingénieur en hydrocarbures de formation, diplômé de l'IAP de Boumerdès, il entame une brève carrière dans le secteur industriel à Hassi Messaoud et à Boumerdès avant de devenir journaliste à la suite des tragiques événements d'octobre 1988.
Il est l'auteur de nombreux livres depuis 1995.
Depuis le 2 juin 2020, une bibliothèque à Taourirt, sur les hauteurs kabyles de l'Akfadou, en Algérie, porte son son nom de son vivant. Il est « peu courant » selon El Watan qu'une structure culturelle porte le nom d'un écrivain de son vivant, en Algérie.
Ecrivain engagé, il s'est toujours opposé à la dictature dans ses livres ou ses articles. Il est, selon le journaliste Mokrane Gacem du quotidien Le Matin, « pour la démocratie, et pour l'amazighité. Sa parole et ses écrits témoignent d'une grande liberté qui le força à l'exil ».

## Thèmes abordés
Il est l'auteur du roman la Vie est un grand mensonge. Cette fiction raconte l'histoire de l'Algérie depuis le début des années 1980 jusqu'au début des années 2000. De L'Homme qui n'avait rien compris, roman de Y. Zirem publié en 2013, le quotidien Le Parisien écrit : « Daniel est le rescapé mélancolique d'une Algérie aux espoirs dévastés. À Paris, ce flâneur des deux rives, serveur dans un restaurant, rancunier inguérissable à l'égard de son père, avance à la godille entre ses souvenirs, ses déchirures, les femmes et son ami Laurent. Il y a un côté « choses vues » proche du journal intime et dans l'écriture du poète et romancier algérien Youcef Zirem, une façon digne et simple de dire l'humilité brouillonne de la condition humaine ». L'écrivain Jean-Michel Lecocq ajoute dans Le Parisien à propos de ce roman : « (...) dans L’homme qui n’avait rien compris j’ai découvert avec beaucoup d’intérêt l’Histoire de l’Algérie, racontée selon un point de vue original ».
Au mois d'avril 2013, il publie un essai, Histoire de la Kabylie, une synthèse de 20 000 ans d'histoire de cette région de l'Afrique du nord. « (...) l’écrivain et journaliste Youcef Zirem résume dans son Histoire de Kabylie, avec le sous titre Le point de vue kabyle, les principaux événements historiques qui ont marqué cette région. L’ambition manifeste de cet ouvrage est de réaliser une cartographie historique de la Kabylie avec une écriture simple pédagogique et sans fioriture. Mais plus encore, le lecteur trouvera une mine d’informations sur le passé mais aussi les 50 dernières années », écrit le quotidien en ligne Le Matin.
Au mois de juin 2018, Youcef Zirem a publié, à Paris, aux éditions Fauves, un récit intitulé, Matoub Lounès, la fin tragique d'un poète, à l'occasion du 20e anniversaire de l'assassinat du poète-chanteur-militant.
Au mois d'octobre 2018, Youcef Zirem fait sortir un nouveau roman, Les étoiles se souviennent de tout, histoire de résistants kabyles qui avaient sauvé à Paris en 1942 des enfants juifs
Au mois de juillet 2025, il fait sortir un roman, Le Sésame d'Alger, une fiction qui donne la parole à un Algérois d'origine européenne qui est resté dans son pays natal après 1962. 

## Publications

### Romans
- la Vie est un grand mensonge, éditions Saint-Germain-des-Prés
- L'âme de Sabrina, nouvelles, éditions Barzakh, Alger 2000
- Le Chemin de l'éternité, 2009
- L'Homme qui n'avait rien compris, éditions Michalon, 2013[3]
- La Porte de la mer, chez les éditions Intervalles, 2016
- Matoub Lounès, la fin tragique d'un poète, éditions Fauves, 2018, à l'occasion du 20e anniversaire de l'assassinat du poète-chanteur-militant.
- Les étoiles se souviennent de tout, 2018
- La Cinquième mascarade, éditions Fauves, Paris, 2019
- Chaque jour est un morceau d'éternité, aux éditions Douro, 2022
- Eveiller les consciences, aux éditions Fauves, Paris, 2022
- Lâaldja, notre mère, aux éditions Fauves, Paris, 2023
- Le Sésame d'Alger, éditions du Net, Paris, 2025

### Essais
- La Guerre des ombres, les non-dits d'une tragédie, éditions GRIP-Complexe, Bruxelles en 2002[réf. nécessaire]
- Histoire de la Kabylie, éditions Yoran Embanner, 2013[4]. La deuxième version est parue en 2014, la troisième en 2015 et la quatrième en 2021.

### Poésie
- Autrefois la mer nous appartenait, 2001
- Je garderai ça dans ma tête, éditions El Ikhtilef, Alger, 2003
- Le Semeur d'amour, Paris, 2012[6]
- Libre, comme le vent, des poésies et des aphorismes, éditions Fauves, Paris, 2019

## Journaliste
Youcef Zirem a fait en Algérie et en France plus d'un vingtaine de rédactions. Il a écrit, entre autres, dans La Nation, Le Quotidien d'Oran, L'Opinion, Le Quotidien d'Algérie, Alger-Républicain, L’Événement, El Djazira, Libre-Algérie, El Haq, La Nation, El Djazairnews, Ubu, le Régional, Initiatives, ou encore La Tribune. . En 1992, Youcef Zirem avait tenu une chronique, Graffiti, dans l'hebdomadaire El-Djazira, chronique qui reviendra, plus tard, sous le générique de Graffiti de Paris dans le Kabyle de Paris en 2003 et Algérienews en 2008 et 2009[source secondaire nécessaire]. En 1997, il avait lancé l'un des tout premiers suppléments Livres de la presse algérienne, La Tribune des livres, dans le quotidien La Tribune[réf. souhaitée] que dirigeait alors feu Khaireddine Ameyar. Il a dirigé en 2003 la rédaction de l'hebdomadaire Le Kabyle de Paris.
En langue arabe, Youcef Zirem a tenu, en 2007, une chronique à partir de Paris dans l'hebdomadaire algérien El Mohaqaq[réf. nécessaire]. En France, Youcef Zirem a écrit pour le quotidien Ouest-France, pour la revue Ubu, pour le magazine Managers, entre autres[source secondaire nécessaire]. Youcef Zirem a également animé une émission littéraire, Graffiti, sur BRTV de 2012 à 2016[source secondaire nécessaire]. À la radio, Youcef Zirem a fait des chroniques littéraires sur France-Info et radio Quasimodo[source secondaire nécessaire].
Youcef Zirem est l'animateur du café littéraire parisien de l'Impondérable depuis 2017.
En tant que journaliste,Y. Zirem fait partie des rares journalistes à avoir eu le courage d'écrire sur des sujets sensibles tels les services secrets, les disparitions forcées, la corruption, les choix désastreux des dirigeants et leurs exactions[non neutre][réf. nécessaire].